# 37-й Берлинский международный кинофестиваль
37-й Берлинский международный кинофестиваль прошёл с 20 февраля по 3 марта, 1987 года в Западном Берлине.

## Жюри
- Клаус Мария Брандауэр (председатель жюри)
- Жюльет Берто
- Кэтлин Кэрролл
- Каллисто Козулич
- Виктор Дёмин
- Райнхард Хауфф
- Эдмунд Луфт
- Иржи Менцель
- Дан Пица
- Пол Шредер
- Антонио Скармета

## Конкурсная программа
- Спокойной ночи, мама, режиссёр Том Мур
- Год пробуждения, режиссёр Фернандо Труэба
- Дело Моро режиссёр Джузеппе Феррара
- Дети меньшего бога режиссёр Рэнда Хейнс
- Товарищи режиссёр Билл Дуглас
- Только ради любви режиссёр Стивен Уоллес
- В тени ветра режиссёр Ив Симоно
- Маски режиссёр Клод Шаброль
- Дурная кровь режиссёр Леос Каракс
- Сподобившийся чуда режиссёр Леос Каракс
- Дневник для моих любимых режиссёр Марта Месарош
- Взвод режиссёр Оливер Стоун
- Скорбное бесчувствие режиссёр Александр Сокуров
- Так много грёз режиссёр Хайнер Каров
- Тема режиссёр Глеб Панфилов
- Смерть Эмпедокла режиссёр Даниель Юйе и Жан-Мари Страуб
- Море и яд режиссёр Кэй Кумаи
- Вера режиссёр Сержио Толедо
- Влюблённые режиссёр Жанин Меерапфель
- Турбаза «Волчья» режиссёр Вера Хитилова

## Награды
- Золотой медведь:
  - Тема, режиссёр Глеб Панфилов
- Золотой медведь за лучший короткометражный фильм:
  - Резюме
- Серебряный медведь:
  - Дети меньшего бога
- Серебряный медведь за лучшую мужскую роль:
  - Джан Мария Волонте — Дело Моро
- Серебряный медведь за лучшую женскую роль:
  - Ана Беатрис Ногейра — Вера
- Серебряный медведь за лучшую режиссёрскую работу:
  - Оливер Стоун — Взвод
- Серебряный медведь за лучший короткометражный фильм
  - Люксо младший
- Серебряный медведь за выдающиеся персональные достижения
  - Фернандо Труэба — Год пробуждения
  - Марта Месарош — Дневник для моих любимых
- Серебряный медведь - специальный приз жюри
  - Море и яд
- Почётный приз Berlinale Camera Award:
  - Клаус Мария Брандауэр
  - Элем Климов
  - Джек Валенти
- Детская секция фестиваля: Приз сенатора в честь женщин, молодости и семьи:
  - Генри
- Детская секция фестиваля: Особое упоминание:
  - Пингу
- Приз Teddy (кино, посвящённое теме сексуальных меньшинств):
- Приз Teddy за лучший короткометражный фильм:
  - Пять способов самоубийства
- Приз Teddy за лучший художественный фильм:
  - Закон желания
- Приз международной ассоциации кинокритиков (ФИПРЕССИ):
- Приз ФИПРЕССИ (конкурсная программа):
  - Тема
- Приз ФИПРЕССИ (программа «Форум»):
  - Топориада
  - Зажжённый фонарь
- Приз имени Отто Дибелиуса международного евангелического жюри:
- Приз имени Отто Дибелиуса международного евангелического жюри (конкурсная программа):
  - Тема
- Приз имени Отто Дибелиуса международного евангелического жюри (программа «Форум»):
  - Топориада
- Приз «Интерфильма» - Один мир:
- Приз «Интерфильма» - Один мир (программа «Форум»):
  - Маленькая месть
- Приз Международной Католической организации в области кино (OCIC):
- Приз Международной Католической организации в области кино (конкурсная программа):
  - Дневник для моих любимых
- Стимулирующий приз Международной Католической организации в области кино:
- Стимулирующий приз Международной Католической организации в области кино (программа «Форум»):
  - Дикие горы
- Приз Европейской конфедерации художественного кино:
  - Тема
- Приз Европейской конфедерации художественного кино - почётное упоминание:
  - Дурная кровь
  - Награда C.I.D.A.L.C.:
  - Тема
- Приз Международного центра фильмов для детей и молодежи (C.I.F.E.J.):
  - Дерево, которому мы причинили боль:
- Премия Детского фонда ООН (UNICEF):
  - Игры для детей школьного возраста
- Премия Детского фонда ООН - специальный приз за лучший короткометражный фильм:
  - Пособие для каждой собаки для обеспечения домашней безопасности
- Приз Альфреда Бауэра:
  - Дурная кровь
- Приз Caligari за инновации в Программе молодого кино:
  - Идёт армия голого короля
- Приз Peace Film Award:
  - Джо Половски – американский травматолог
- Приз газеты Berliner Morgenpost
  - Дети меньшего бога
- Приз газеты Zitty:
  - Сад Робинсона